# Ostoja (województwo łódzkie)
Ostoja – wieś w Polsce położona w województwie łódzkim, w powiecie bełchatowskim, w gminie Zelów. W latach 1973–1982 w gminie Drużbice.
| SIMC    | Nazwa   | Rodzaj |
| ------- | ------- | ------ |
| 0557257 | Józefka | osada  |

W latach 1975–1998 miejscowość położona była w województwie piotrkowskim.